# Lupinus michelianus
Lupinus michelianus là một loài loài thực vật họ Đậu (Fabaceae).
Loài này chỉ có ở Ecuador.
Môi trường sống tự nhiên của chúng là đồng cỏ nhiệt đới hoặc cận nhiệt đới vùng đất cao.